# Persac
Persac est une commune du Centre-Ouest de la France, située dans le département de la Vienne en région Nouvelle-Aquitaine.

## Géographie
gentilé : Les habitants du bourg sont appelés les Persacois et les Persacoises.

### Localisation
La commune est proche du parc naturel régional de la Brenne.

### Communes limitrophes
| Gouex  | Lussac-les-Châteaux | Sillars Saulgé |
|        | Persac              | Moulismes      |
| Queaux | Moussac Nérignac    | Adriers        |

### Géologie et relief
Le terroir se compose :
- sur les collines et les plateaux des massifs anciens, pour 12 % par des sols sur leucogranite,
- sur les plateaux du Seuil du Poitou:
  - pour 28 %, de terres de brandes,
  - pour 5 %, d'argile à silex peu profonde,
  - pour 18 % de sols limoneux sur altérite,
- dans les plaines, pour 20 %, de groies dolomitiques,
- dans les vallées encaissées et les terrasses alluviales, pour 16 % de calcaire.

Il y a une carrière sur le territoire de la commune exploitée par la société IRIBARREN CARRIERES SA.

### Hydrographie
La commune est traversée par 34,2 km de cours d'eau dont les principaux sont
- La Petite Blourde sur une longueur de 10,4 km qui se jette dans la Vienne à Persac,
- La Blourde sur une longueur de 7,4 km,
- Les Âges sur une longueur de 6,7 km,
- La Vienne sur une longueur de 4,6 km,
- Le Ris d'Oranville sur une longueur de 3,9 km,
- La Font Bouinot sur une longueur de 1,2 km.

### Climat
Pour des articles plus généraux, voir Climat de la Nouvelle-Aquitaine et Climat de la Vienne.
Historiquement, la commune est exposée à un climat océanique du nord-ouest.  
En 2020, Météo-France publie une typologie des climats de la France métropolitaine dans laquelle la commune est exposée à un climat océanique altéré et est dans la région climatique  Poitou-Charentes, caractérisée par un bon ensoleillement, particulièrement en été et des vents modérés.
Pour la période 1971-2000, la température annuelle moyenne est de 11,8 °C, avec une amplitude thermique annuelle de 14,8 °C. Le cumul annuel moyen de précipitations est de 823 mm, avec 11,7 jours de précipitations en janvier et 6,9 jours en juillet. Pour la période 1991-2020, la température moyenne annuelle observée sur la station météorologique la plus proche, située sur la commune du Vigeant à 13,99 km à vol d'oiseau, est de 12,4 °C et le cumul annuel moyen de précipitations est de 781,8 mm,. Pour l'avenir, les paramètres climatiques de la commune estimés pour 2050 selon différents scénarios d’émission de gaz à effet de serre sont consultables sur un site dédié publié par Météo-France en novembre 2022.

### Voies de communication et transports
Les gares et les halte ferroviaires les plus proches du village sont:
- la gare de Lussac-les-Châteaux à 6,9 km,
- la gare de Montmorillon à 15,6 km,
- la gare de Mignaloux-Nouaillé à 20,3 km,
- la gare de Lathus à 20,3 km

Les aéroports les plus proches de la commune sont:
- Aéroport international Angoulême-Cognacà 78 km,
- Aéroport de Poitiers-Biard à 41 km,
- Aérodrome de Niort - Souché à 85 km.
- Aéroport de Limoges-Bellegarde à 65 km.

## Urbanisme

### Typologie
Au 1er janvier 2024, Persac est catégorisée commune rurale à habitat dispersé, selon la nouvelle grille communale de densité à sept niveaux définie par l'Insee en 2022.
Elle est située hors unité urbaine. Par ailleurs la commune fait partie de l'aire d'attraction de Montmorillon, dont elle est une commune de la couronne,. Cette aire, qui regroupe 18 communes, est catégorisée dans les aires de moins de 50 000 habitants,.

### Occupation des sols
L'occupation des sols de la commune, telle qu'elle ressort de la base de données européenne d’occupation biophysique des sols Corine Land Cover (CLC), est marquée par l'importance des territoires agricoles (80,4 % en 2018), en diminution par rapport à 1990 (81,6 %). La répartition détaillée en 2018 est la suivante : 
zones agricoles hétérogènes (34,2 %), terres arables (23,2 %), prairies (23,1 %), forêts (17,2 %), eaux continentales (1,3 %), zones urbanisées (0,7 %), mines, décharges et chantiers (0,4 %). L'évolution de l’occupation des sols de la commune et de ses infrastructures peut être observée sur les différentes représentations cartographiques du territoire : la carte de Cassini (XVIIIe siècle), la carte d'état-major (1820-1866) et les cartes ou photos aériennes de l'IGN pour la période actuelle (1950 à aujourd'hui).

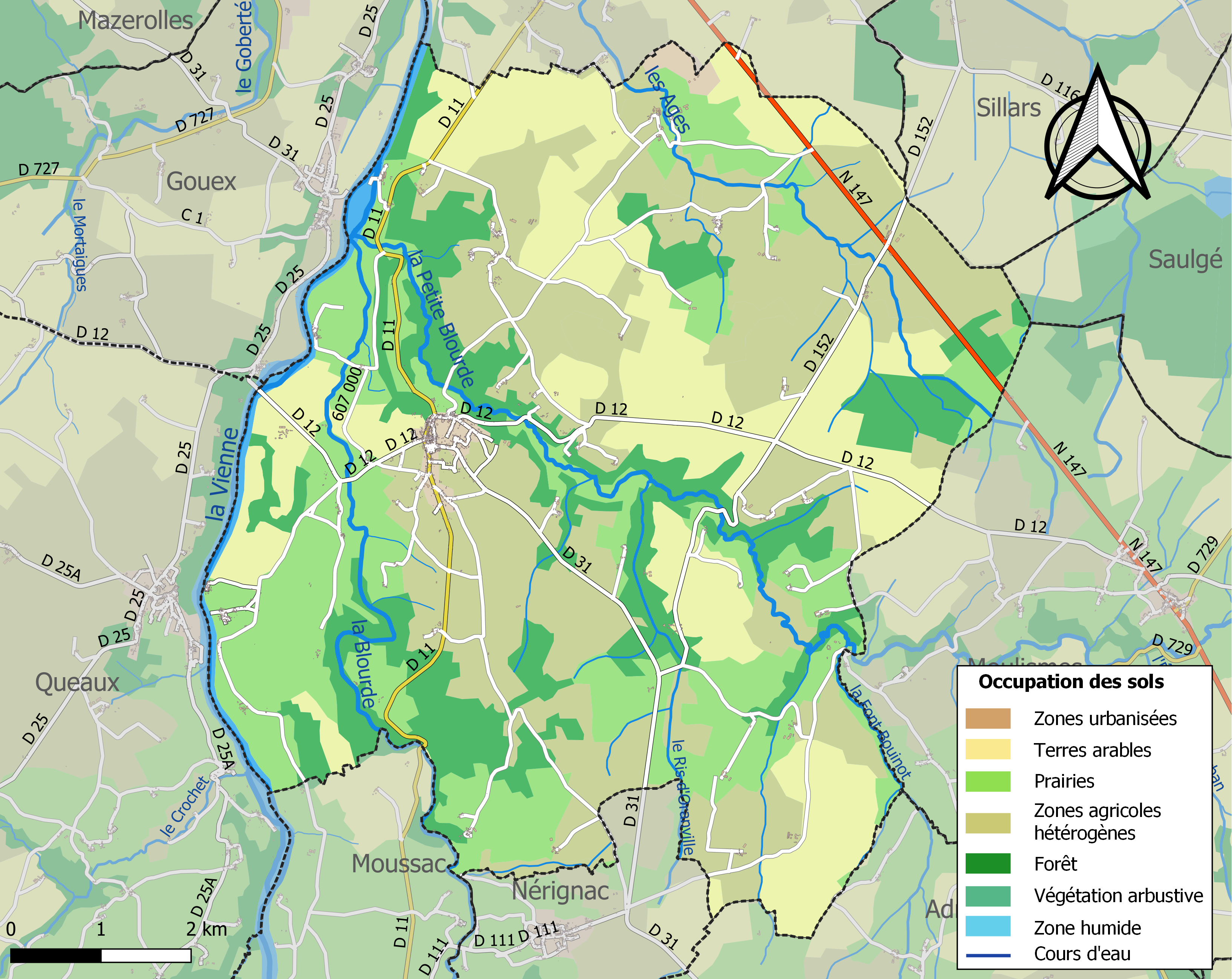
Carte des infrastructures et de l'occupation des sols de la commune en 2018 (CLC).

### Risques majeurs
Le territoire de la commune de Persac est vulnérable à différents aléas naturels : météorologiques (tempête, orage, neige, grand froid, canicule ou sécheresse), inondations, mouvements de terrains et séisme (sismicité faible). Il est également exposé à trois risques technologiques,  le transport de matières dangereuses et la rupture d'un barrage et le risque nucléaire, et à un risque particulier : le risque de radon. Un site publié par le BRGM permet d'évaluer simplement et rapidement les risques d'un bien localisé soit par son adresse soit par le numéro de sa parcelle.

#### Risques naturels
Certaines parties du territoire communal sont susceptibles d’être affectées par le risque d’inondation par débordement de cours d'eau, notamment la Vienne, la Blourde, la Petite Blourde et les Ages. La commune a été reconnue en état de catastrophe naturelle au titre des dommages causés par les inondations et coulées de boue survenues en 1982, 1983, 1993, 1999 et 2010,. Le risque inondation est pris en compte dans l'aménagement du territoire de la commune par le biais du plan de prévention des risques inondation (PPRI) de la « vallée de la Vienne "amont" - Section Availles-Limouzine/Valdivienne », approuvé le 24 décembre 2009 et par le PPRI « Vienne Communauté de Communes Vienne et Gartempe (CCVG) », prescrit le 28 janvier 2021.

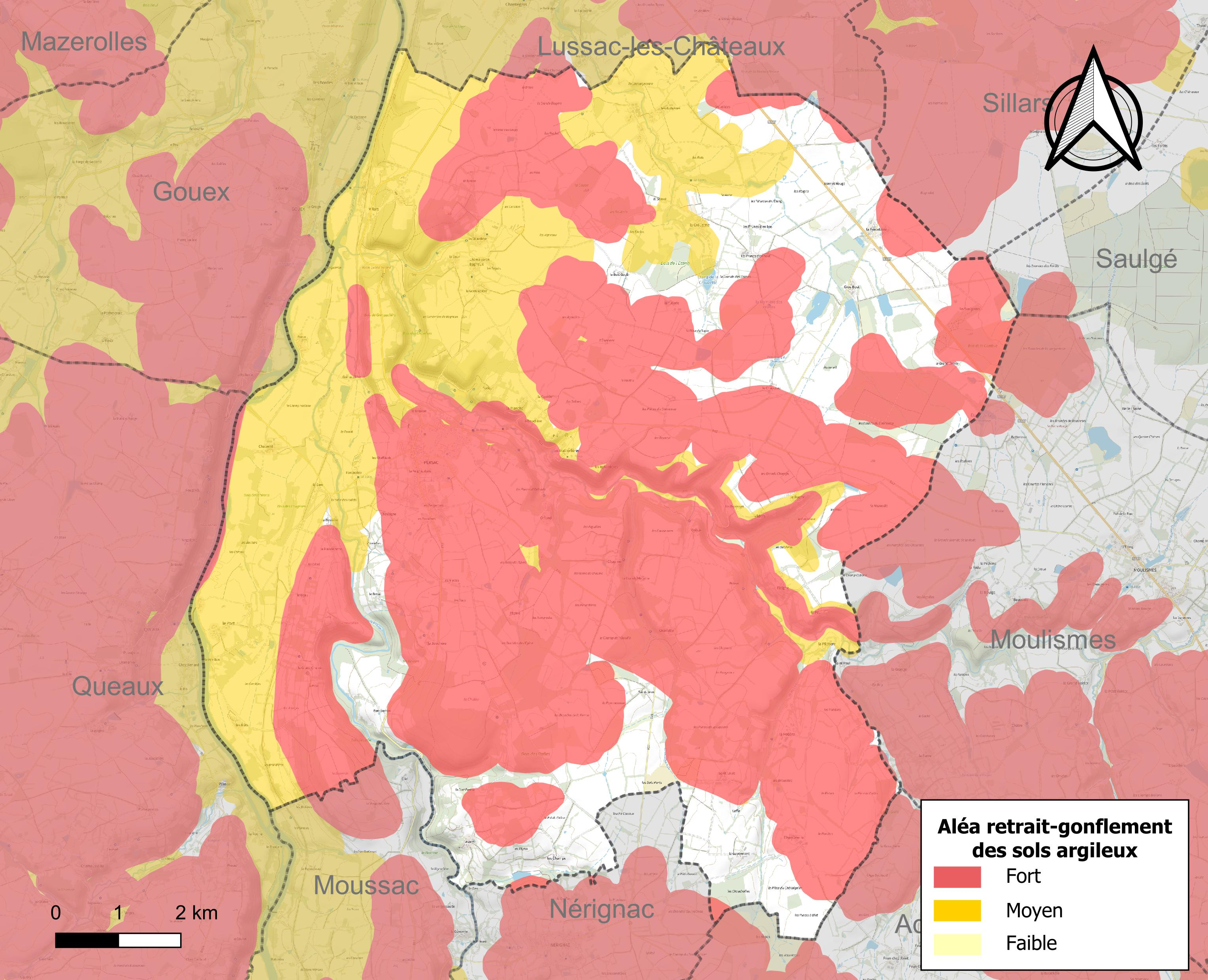
Carte des zones d'aléa retrait-gonflement des sols argileux de Persac.

Les mouvements de terrains susceptibles de se produire sur la commune sont des affaissements et effondrements liés aux cavités souterraines (hors mines) et des tassements différentiels. Afin de mieux appréhender le risque d’affaissement de terrain, un inventaire national permet de localiser les éventuelles cavités souterraines sur la commune. Le retrait-gonflement des sols argileux est susceptible d'engendrer des dommages importants aux bâtiments en cas d’alternance de périodes de sécheresse et de pluie. 80,8 % de la superficie communale est en aléa moyen ou fort (79,5 % au niveau départemental et 48,5 % au niveau national). Depuis le 1er octobre 2020, en application de la loi ÉLAN, différentes contraintes s'imposent aux vendeurs, maîtres d'ouvrages ou constructeurs de biens situés dans une zone classée en aléa moyen ou fort,.
La commune a été reconnue en état de catastrophe naturelle au titre des dommages causés par la sécheresse en 1996, 1997, 2016, 2017, 2018 et 2020 et par des mouvements de terrain en 1999 et 2010.

#### Risques technologiques
La commune est en outre située en aval des barrages de Lavaud-Gelade et de Vassivière dans la Creuse, des ouvrages de classe A. À ce titre elle est susceptible d’être touchée par l’onde de submersion consécutive à la rupture d'un de ces ouvrages.
La commune étant située dans le périmètre du plan particulier d'intervention (PPI) de 20 km autour de la centrale nucléaire de Civaux, elle est exposée au risque nucléaire. En cas d'accident nucléaire, une alerte est donnée par différents médias (sirène, sms, radio, véhicules). Dès l'alerte, les personnes habitant dans le périmètre de 2 km se mettent à l'abri. Les personnes habitant dans le périmètre de 20 km peuvent être amenées, sur ordre du préfet, à évacuer et ingérer des comprimés d’iode stable,,.

#### Risque particulier
Dans plusieurs parties du territoire national, le radon, accumulé dans certains logements ou autres locaux, peut constituer une source significative d’exposition de la population aux rayonnements ionisants. Selon la classification de 2018, la commune de Persac est classée en zone 3, à savoir zone à potentiel radon significatif.

## Toponymie
L'évolution du nom de Persac d'après Huguette Chevaux s'est faite ainsi :
- ecclesias Pairaciaco (entre 1097 et 1100 à St Cyprien de Poitiers)
- Willemus de Pairacac (1203, Fonteneau t.xx p. 525)
- Paeressac (1246, maison-Dieu, 127)
- Perrecac (pouillé de Gauthier f 176)
- Patriaciacum (1314, chapitre de Chauvigny)
- Perecat, Peiressac (1383, taux de décime)
- Payressac (1403, gr. Gauthier f 107)
- Peyressac (ibid f 193)
- Peressac (1454, hommage de Montmorillon)
- Perissac (1479, prieuré de Teil)
- Persac (1649,bissexte)

Une des origines du "ac" de Persac est "acum" suffixe de propriété d'après Huguette Chevaux, la latinisation d'un suffixe celte "aco" d'après Eric-Vial Généralement du gaulois -acum, qui marque l'emplacement ancien d'une villa gallo-romaine. Ces toponymes sont très souvent construits à partir d’un anthroponyme, et doivent être interprétés comme un domaine associé à la personne désignée. On les trouve particulièrement nombreux dans l’ouest du domaine occitan (influence de la langue d'Oc).

## Histoire
Les origines de Persac : on retrouve de traces d'installation humaine à Persac datant du début de l'ère chrétienne:
- vocable de l'église paroissiale.
- nécropole mérovingienne.
- Saint-Gervais-et-Saint-Protais (IVe ou Ve siècle).

De violents combats ont lieu entre les FFI et la Wehrmacht à l’été 1944.

Le 4 juillet 1944, un B17 américain s'est écrasé à Persac. 

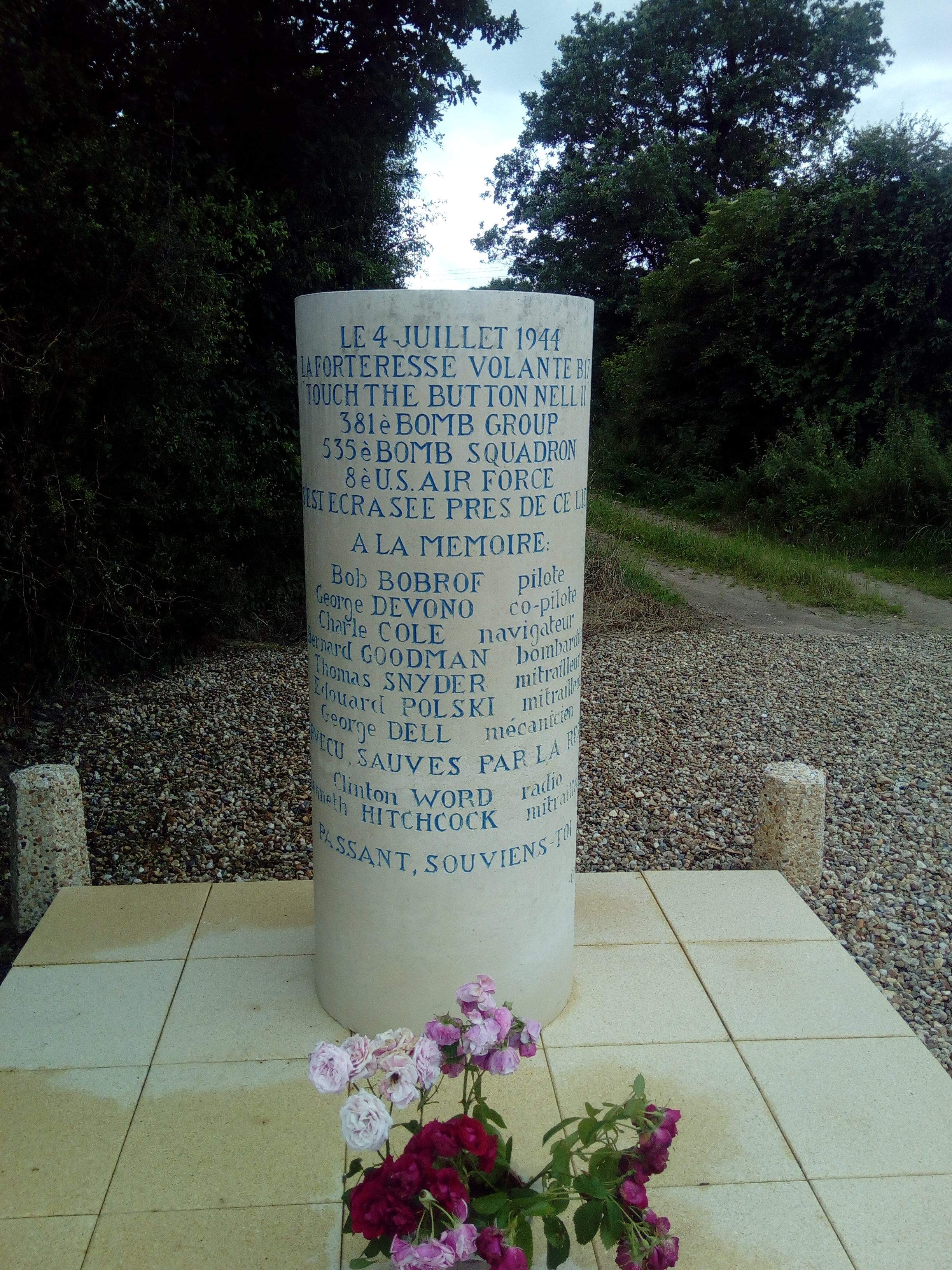
Monument aux victimes de l'écrasement au sol d'un B17 le 4 juillet 1944 à Persac

En octobre 1945, pour fêter la Libération et le retour de la République, un arbre de la liberté est planté, un sapin qui existait toujours en 1988.

### Les seigneurs de Persac
Les archives de Persac parlent de trois familles nobles dès la fin du XIIIe siècle; ce nombre passe à cinq vers le milieu du XIVe siècle:
- La Brûlonnière
- La Mothe et Beauchamp
- La Brousse
- Beaulieu
- La Roche de Mérigné
- Frotier de Bagneux

## Politique et administration

### Intercommunalité
Depuis 2015, Persac est dans le canton de Lussac-les-Châteaux (no 10) du département de la Vienne. Avant la réforme des départements, Persac était dans le canton no 14 de Lussac- les-Châteaux dans la 3e circonscription.

### liste des maires
| Période   | Période | Identité       | Étiquette | Qualité            |
| --------- | ------- | -------------- | --------- | ------------------ |
| juin 1995 | 2001    | Francis Vaudez |           |                    |
| mars 2001 | 2008    | Joël Moreau    |           |                    |
| mars 2008 | 2014    | Thierry Mesmin | PS        | Conseiller général |
| mars 2014 |         | Régis Sirot    |           |                    |

### Instances judiciaires et administratives
La commune relève du tribunal d'instance de Poitiers, du tribunal de grande instance de Poitiers, de la cour d'appel de Poitiers, du tribunal pour enfants de Poitiers, du conseil de prud'hommes de Poitiers, du tribunal de commerce de Poitiers, du tribunal administratif de Poitiers et de la cour administrative d'appel de Bordeaux, du tribunal des pensions de Poitiers, du tribunal des affaires de la Sécurité sociale de la Vienne, de la cour d’assises de la Vienne.

### Services publics
Les réformes successives de La Poste ont conduit à la fermeture de nombreux bureaux de poste ou à leur transformation en simple relais. Il n’y a plus de bureau de poste

## Population et société

### Démographie
L'évolution du nombre d'habitants est connue à travers les recensements de la population effectués dans la commune depuis 1793. Pour les communes de moins de 10 000 habitants, une enquête de recensement portant sur toute la population est réalisée tous les cinq ans, les populations de référence des années intermédiaires étant quant à elles estimées par interpolation ou extrapolation. Pour la commune, le premier recensement exhaustif entrant dans le cadre du nouveau dispositif a été réalisé en 2005.

En 2022, la commune comptait 718 habitants, en évolution de −6,75 % par rapport à 2016 (Vienne : +0,6 %, France hors Mayotte : +2,11 %).
| 1793  | 1800  | 1806  | 1821  | 1831  | 1836  | 1841  | 1846  | 1851  |
| ----- | ----- | ----- | ----- | ----- | ----- | ----- | ----- | ----- |
| 1 323 | 1 300 | 1 356 | 1 368 | 1 508 | 1 596 | 1 620 | 1 826 | 1 827 |

| 1856  | 1861  | 1866  | 1872  | 1876  | 1881  | 1886  | 1891  | 1896  |
| ----- | ----- | ----- | ----- | ----- | ----- | ----- | ----- | ----- |
| 1 844 | 1 744 | 1 848 | 1 862 | 1 827 | 1 851 | 1 891 | 1 958 | 1 910 |

| 1901  | 1906  | 1911  | 1921  | 1926  | 1931  | 1936  | 1946  | 1954  |
| ----- | ----- | ----- | ----- | ----- | ----- | ----- | ----- | ----- |
| 1 868 | 1 771 | 1 744 | 1 520 | 1 512 | 1 528 | 1 465 | 1 323 | 1 296 |

| 1962  | 1968  | 1975  | 1982 | 1990 | 1999 | 2005 | 2006 | 2010 |
| ----- | ----- | ----- | ---- | ---- | ---- | ---- | ---- | ---- |
| 1 230 | 1 086 | 1 064 | 933  | 826  | 881  | 853  | 848  | 860  |

| 2015 | 2020 | 2022 | - | - | - | - | - | - |
| ---- | ---- | ---- | - | - | - | - | - | - |
| 772  | 720  | 718  | - | - | - | - | - | - |

En 2008, selon l’INSEE, la densité de population de la commune était de 14 hab./km2, 61 hab./km2 pour le département, 68 hab./km2 pour la région Poitou-Charentes et 115 hab./km2 en France.
Les dernières statistiques démographiques pour la commune de Persac ont été fixées en 2009 et publiées en 2012. Il ressort que la mairie administre une population totale de 894 personnes. À cela il faut soustraire les résidences secondaires (40 personnes) pour constater que la population permanente sur le territoire de la commune est de 854 habitants.
La répartition par sexe de la population était la suivante:
- en 1999 : 48,6 % d'hommes et 51,4 % de femmes.
- en 2005 : 48,7% d'hommes et 51,3% de femmes.
- en 2010 : 43,9 % d'hommes pour 56,1 % de femmes.

En 2005 :
- Le nombre de célibataires était de : 28,1 % dans la population.
- Les couples mariés représentaient 55,8 % de la population et les divorcés 4,7 %.
- Le nombre de veuves et veufs était de 11,4 %.

### Enseignement
La commune dépend de l'Académie de Poitiers (Rectorat de Poitiers) et son école primaire publique dépend de l'Inspection académique de la Vienne.
Le SIVOS (le syndicat intercommunal à vocation scolaire) regroupe les communes de Persac, Queaux, et Gouex. Persac s'occupe de la petite et de la moyenne sections maternelles, de la grande section maternelle et du Cours préparatoire et du CE1.

## Économie

### Agriculture
Selon la Direction régionale de l'Alimentation, de l'Agriculture et de la Forêt de Poitou-Charentes, il n'y a plus que 25 exploitations agricoles en 2010 contre 41 en 2000.
33 % des surfaces agricoles sont destinées à la culture des céréales (blé tendre essentiellement mais aussi orges et maïs), 12 % pour les oléagineux (colza et tournesol), 1 % pour les protéagineux, 34 % pour le fourrage et 15 % reste en herbes. En 2000,5 hectares(0 en 2010) étaient consacrés à la vigne.
8 exploitations en 2010 (contre 16 en 2000) abritent un élevage de bovins (1 896 têtes en 2010 contre 1 795 têtes en 2000). C’est un des troupeaux de bovins les plus importants de la Vienne qui rassemblent 48 000 têtes en 2011.
12 exploitations en 2010 (contre 25 en 2000) abritent un important élevage d'ovins (4 591 têtes en 2010 contre 8 057 têtes en 2000). Cette évolution est conforme à la tendance globale du département de la Vienne. En effet, le troupeau d’ovins, exclusivement destiné à la production de viande, a diminué de 43,7 % de 1990 à 2007. En 2011, le nombre de têtes dans le département de la Vienne était de 214 300.
Sur le territoire de la commune, il y a un élevage de porcs importants d'environ 500 têtes.
La transformation de la production agricole est de qualité et permet aux exploitants d’avoir droit, sous conditions, aux appellations et labels suivants :
- Beurre Charente-Poitou (AOC)
- Beurre des Charente (AOC)
- Beurre des Deux-Sèvres (AOC)
- Veau du Limousin (IGP)
- Agneau du Poitou-Charentes (IGP)
- Porc du Limousin (IGP)
- Jambon de Bayonne (IGP)

### Commerce
En 2019, commerces :  une boulangerie, un bureau de tabac/journaux et alimentation, une pharmacie, un salon de coiffure, un café/bar restaurant

### Tourisme
Un plan d'eau a été aménagé sur le territoire de la commune. Il est situé le long de la Petite Blourde en contrebas du bourg, route de Bagneux au lit-dit « Le Petit Moulin ». Ce site comprend :
- Un plan d’eau avec pêche à la ligne et délivrance de carte à la journée,
- une halle touristique qui est disponible à la location pour les particuliers et les associations,
- des tables de pique-nique
- une aire naturelle de camping,
- des jeux pour enfants
- une pataugeoire,
- un parcours de santé,
- des sentiers de randonnée.

### Activité et emploi
Le taux d'activité était de 63,9 % en 2005 et 62,3 % en 1999.
Le taux de chômage en 2005 était de 11 % et en 1999 il était de 14,2 %.
Les retraités et les pré-retraités représentaient 35,2 % de la population en 2005 et 30,5 % en 1999.

## Culture locale et patrimoine

### Lieux et monuments

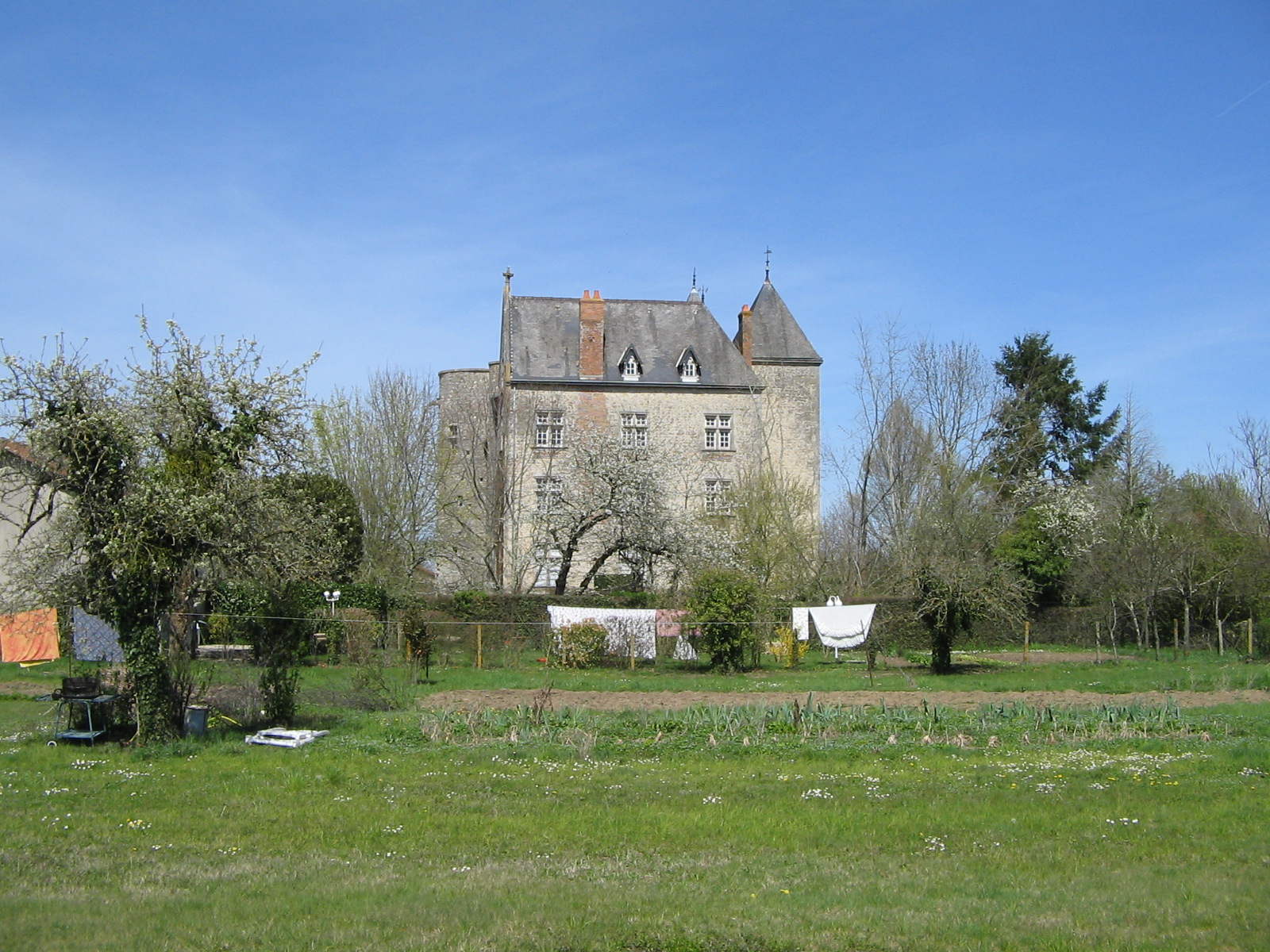
Château de la Mothe à Persac en avril 2010

#### Patrimoine civil

##### Château de la Mothe
Les bâtiments datent des XIIIe, XVe et XIXe siècles. Le portail est du XVe siècle. La conciergerie, le passage couvert, le portail, l'élévation, la toiture, ont permis au château d'être inscrit comme monument historique en 1984.

##### Château de la Brûlonnière
Les premiers propriétaires, les Brulon, apparaissent à Persac en 1291:
- Ithier Brulon : valet, mort en 1330.
- Guillaume Brulon: valet, mort en 1356. À cette époque, la Brûlonnière ne possédait aucun droit de justice particulier.
- Zone de troubles d'une trentaine d'années, correspondant en 1346 à l’entrée d’Henri de Lancastre (lieutenant d'Édouard III) dans Poitiers et, en 1372, à la soumission des barons poitevins à Jean de Berry.
- Aimery Brulon : valet en 1374, écuyer en 1391, seigneur de la Brûlonnière en 1413.
- Huguet Brulon : écuyer, mort en 1444. En 1417, il rachète le château de la Brousse, avec tous ses droits. Cet achat lui permet de posséder, en plus de la justice foncière le la Brûlonnière, la haute, moyenne et basse justice tenue par la Brousse.
- Guichard Brulon : écuyer, mort avant 1503. Il modifie la place de la Brûlonnière dans la place féodale de la Basse-Marche. Le 21 mars 1462, il achète tous les droits que le châtelain de la Tour-aux-Cognons possédait dans les paroisses de Persac et de Moussac. Le 26 novembre 1465, le comte de la Marche lui permet de transposer tous ces droits sur le fief de la Brûlonnière (confirmation royale de Louis XI, n'arrivant que sept ans plus tard).
- Au début du XIXe le château et ses terres sont rachetées par la famille Laurens de la Besge. Le Vicomte Émile de la Besge fut l’un des plus grands chasseurs de loups et créa la fameuse race de chiens courants « les poitevins ». Le château est toujours la propriété de ses descendants (Bonnin de la Bonninière de Beaumont).

##### Les arcades de Villars
Les arcades de Villars est un pont. La construction vers 1880 de la voie de chemin de fer de Saint-Saviol au Blanc passant par Lussac-les-Châteaux et L'Isle-Jourdain a nécessité la construction d'un pont pour longer la Vienne. Cet ouvrage d'art est d'une longueur de 313 mètres. Il est soutenu par 44 arches de 5 mètres d'ouverture d’où son nom actuel.

#### Patrimoine religieux

##### Égliseromane Saint-Gervais-et-Saint-Protaisde Persac
Construite au XIIe siècle en style roman, elle reçut en 1315 un clocher gothique de belle facture, et est inscrite comme Monument Historique depuis 1935 pour son clocher. En 1860, des travaux ont abouti à inverser le sens du chœur, désormais tourné vers l'ouest, avec une façade moderne (XIXe siècle).
À l'intérieur, on trouve une statue de la Vierge à l'enfant montrant la Vierge allaitant Jésus, scène très rarement représentée.

##### La chapelle Saint-Honorat
Cette chapelle correspond à l'abside d'une église très ancienne restaurée au XIIe siècle. Elle est incendiée en 1569 par les troupes protestantes. Elle est restaurée à la fin du XIXe siècle. La chapelle abrite un autel, un couvercle de sarcophage mérovingien.

#### Patrimoine naturel
Six espaces naturels de la commune ont un intérêt écologique reconnu, et sont ainsi classés en tant que zones naturelles d'intérêt écologique, faunistique et floristique
(ZNIEFF). Ils couvrent 2 % de la surface communale :
- le Coteau des Rosieres,
- le Bois de L'Hospice,
- le Coteaux De Bagneux,
- la Basse vallée de la Blourde,
- le Coteau de Torfou,
- l'étang de Beaufour et ses environs.

Le Bois de l'Hospice et l'étang de Beaufour sont classés comme zone Importante pour la Conservation des Oiseaux (ZICO).
Le Coteau des Rosieres est classé, aussi, comme espaces naturels sensibles (ENS).
Les sites suivants sont aussi classées par Directive oiseaux qui assure la protection des oiseaux sauvages et de leurs biotopes :
- Le Bois de l'Hospice,
- l'étang de Beaufour et ses environs.

##### Arbres remarquables
Selon l'Inventaire des arbres remarquables de Poitou-Charentes, il y a sept arbres remarquables sur la commune qui sont:
- un Orme champêtre et un Frêne commun situés dans le Bois d'Oranville,
- un Cyprès de Provence situé dans le cimetière,
- un Micocoulier de Provence situé au Moulin de Villars,
- un Séquoia toujours vert et un Pin noir d'Autriche dans le parc du Château de Villars,
- un Érable sycomore dans le parc du Château de la Brûlonnière.

##### Le Coteau de Rosières
Il est situé à quelques kilomètres en amont de Lussac-les-Châteaux. C’est un coteau boisé dominant la vallée de la Petite Blourde qui est un modeste affluent de la Vienne qu’elle rejoint à moins d’un kilomètre au nord, au niveau du village de Gouex. Dans ce secteur, la rivière s’écoule entre des versants pentus.
Le Chêne pédonculé et le Charme y occupent une place prépondérante, accompagnés d’un peu de Merisier et d’ Érable champêtre. La strate arbustive est dominée par le Buis. La strate herbacée est colonisée par la Jacinthe des bois, le Lamier et l’Ail des ours.
Cette végétation ne mériterait pas une protection particulière si ce n’est qu’elle abrite deux plantes à affinités submontagnardes: Le Lis martagon et la Scille à 2 feuilles. Ces deux liliacées sont assez répandues en moyenne montagne, jusqu’à 2 000 m pour le lis martagon (dans les Alpes, les Pyrénées et le Massif central). En revanche, elles deviennent très rares en plaine en dessous de 300 m et, en Poitou-Charentes, le département de la Vienne est le seul – à quelques exceptions près – à accueillir ces plantes en une dizaine de localités dispersées, toutes situées dans le sud-est du département.

##### Le site du bois de l'Hospice, de l’étang de Beaufour et des environs
Cette zone classée englobe un vaste secteur appartenant à la région naturelle des Brandes du Montmorillonais. Elle est centrée sur un massif forestier de 400 hectares : le bois de l’Hospice (voir article précédent). Mais, elle englobe également un étang ancien bordé d’une roselière. Ces deux sites sont entourés d’un bocage ouvert où les prairies maigres sont historiquement vouées au pâturage ovin. Cette zone est à cheval sur le territoire de quatre communes: Moulismes, Persac, Saulgé et Sillars.
Ce site est particulièrement remarquable pour son avifaune: 55 espèces font l’objet d’une protection sur tout le territoire français. En outre, sur ces 55 espèces, 31 sont menacées dans toute l’Europe de l’Ouest. Les rapaces et les oiseaux d’eau - canards, grands et petits échassiers - sont les mieux représentés. L’étang et ses alentours constituent un lieu privilégié de repos, de halte migratoire et d’hivernage pour de nombreux oiseaux d’eau, alors que les haies du bocage environnant abritent plusieurs espèces de pies-grièches.
- Alouette lulu qui bénéficie d’une protection sur le sol français,
- Autour des palombes, une espèce rare en France et dont la population totale n’excède pas 3 000 couples. Il a longtemps été persécuté par l’homme en raison de sa prédilection pour les oiseaux de bassecour et, plus particulièrement, les pigeons domestiques, dont la capture était plus aisée que ses proies sauvages (geais, pigeons, tourterelles, corneilles),
- Balbuzard pêcheur qui bénéficie d’une protection sur le sol français,
- Bondrée apivore qui bénéficie d’une protection sur le sol français,
- Bouvreuil pivoine, une espèce normalement plutôt nordique et "montagnarde", très disséminée en région Poitou-Charentes.
- Bruant des roseaux,
- Busard cendré qui bénéficie d’une protection sur le sol français,
- Busard des roseaux qui bénéficie d’une protection sur le sol français,
- Busard Saint-Martin qui bénéficie d’une protection sur le sol français. C’est un élégant rapace gris des landes et des forêts ouvertes,
- Butor étoilé qui bénéficie d’une protection sur le sol français,
- Canard chipeau,
- Canard colvert,
- Canard souchet,
- Cigogne noire qui bénéficie d’une protection sur le sol français,
- Circaète Jean-le-blanc qui bénéficie d’une protection sur le sol français,
- Combattant varié,
- Courlis cendré,
- Engoulevent d’Europe qui bénéficie d’une protection sur le sol français,
- Faucon hobereau,
- Faucon pèlerin qui bénéficie d’une protection sur le sol français,
- Fauvette pitchou qui bénéficie d’une protection sur le sol français,
- Fuligule milouin,
- Garrot à œil d'or,
- Grande Aigrette qui bénéficie d’une protection sur le sol français,
- Grèbe à cou noir,
- Grèbe castagneux,
- Grèbe huppé,
- Gros-bec casse-noyaux qui un passereau au régime alimentaire original constitué par les akènes, graines et baies de divers arbres et arbustes,
- Grue cendrée qui bénéficie d’une protection sur le sol français,
- Héron pourpré qui bénéficie d’une protection sur le sol français,
- Huppe fasciée,
- Locustelle luscinioide qui bénéficie d’une protection sur le sol français,
- Locustelle tachetée,
- Martin-pêcheur qui bénéficie d’une protection sur le sol français,
- Mésange huppée,
- Milan noir qui bénéficie d’une protection sur le sol français,
- Moineau friquet,
- Œdicnème criard qui bénéficie d’une protection sur le sol français,
- Outarde canepetière,
- Petit Gravelot qui bénéficie d’une protection sur le sol français,
- Phragmite des joncs,
- Pic noir qui bénéficie d’une protection sur le sol français,
- Pie-grièche à tête rousse,
- Pie-grièche écorcheur qui bénéficie d’une protection sur le sol français,

En dehors de l’aspect ornithologique, le site est aussi un conservatoire pour d’autres animaux. Ainsi, la Martre, un hôte rare des forêts de la région a pu être recensé, alors que les batraciens sont représentés par la Grenouille rousse, une espèce peu fréquente.
Les sols sont dans leur grande majorité argilo-sableux et localement hydromorphes. Ils deviennent progressivement calcaires et plus secs au nord-ouest site. Le site abrite plusieurs micro-habitats qui ne couvrent plus que de faibles surfaces mais qui hébergent encore un important patrimoine végétal comme pour les sources tourbeuses. Ainsi, 36 espèces végétales rares ont été recensées de la zone :
- Achillée sternutatoire,
- Avoine de Thore est une grande Graminée originaire de la péninsule ibérique et qui se trouve ici aux marges septentrionales de son aire de répartition. Elle a été découverte en 1850 par le botaniste anglais James Lloyd, auteur d’une très importante « Flore de l’Ouest de la France ».
- Bartsie visqueuse,
- Blechnum en épi,
- Calamagrostide faux-roseau est une espèce montagnarde rarissime dans les plaines atlantiques et qui se maintient là depuis sa découverte vers le milieu du XIXe siècle par les botanistes. On peut trouver cette plante en forêt de Lussac.
- Centenille naine,
- Cicendie filiforme,
- Cicendie fluette,
- Cresson rude,
- Droséra à feuilles rondes,
- Dryoptéris étalé,
- Gaillet fragile,
- Grassette du Portugal,
- Jonc en têtes,
- Laîche en étoile,
- Laîche filiforme qui se trouve autour de l’étang de Beaufour. Cette cariçaie trouve ici sa deuxième localisation en Poitou-Charentes. C’est avant tout une espèce nord-européenne et montagnarde,
- Laîche lisse,
- Laîche puce,
- Laser à feuilles larges,
- Linaigrette à feuilles étroites: c’est une Cypéracée inféodée aux tourbières et bas-marais acides, devenues rarissimes dans la région poitevine avec la disparition des zones humides ;
- Ophrys sillonné,
- Orchis élevé,
- Orchis grenouille,
- Oseille maritime,
- Phalangère bicolore,
- Phalangère à fleurs de lis,
- Pilulaire à globules : c’est une petite fougère semi-aquatique aux curieuses fructifications en forme de noisette.
- Porcelle à feuilles tachetées,
- Potamot hétérophylle,
- Rhynchospore blanche : c’est une Cypéracée inféodée aux tourbières et bas-marais acides, devenues rarissimes dans la région poitevine avec la disparition des zones humides ;
- Saule à oreillettes,
- Scirpe ovale,
- Séneçon à feuilles d’adonis,
- Thélyptéris des marais,
- Utriculaire citrine,
- Violette laiteuse.

##### Le Coteau de Bagneux
Il est situé à quelques kilomètres au sud de Lussac-les-Châteaux. C’est un coteau partiellement boisé qui domine, d’une vingtaine de mètres, la vallée de la Petite Blourde. D’un point de vue géologique et paysager, le site se trouve à la jonction entre deux grandes unités : au nord-ouest, les "terres de brandes" des plateaux du Haut-Poitou, et, vers le sud-est, les "terres froides" de la Basse Marche du Limousin. Ainsi, sur le coteau de Bagneux, les sols sont superficiels, pauvres et d’une grande aridité. La végétation y est caractérisée par des pelouses xérophiles qui se transforment progressivement en une lande à Buis et Genévrier, puis à une chênaie thermophile à Chêne pubescent.
Autrefois soumis à un pâturage ovin extensif, le coteau, très isolé et d’accès difficile, est aujourd’hui abandonné sans que la forêt ne semble devoir reconquérir le terrain tant le sol y est inhospitalier.
Ainsi, le coteau de Bagneux est devenu un îlot refuge, repéré dès le XIXe siècle par les biologistes, pour toute une flore thermophile située sous un climat océanique. Ce qui justifie son classement. On y a recensé quelques plantes rares telles que : l’Orpin de Nice (une plante essentiellement méditerranéenne qu’on trouve uniquement, en Poitou, sur ce coteau et sur le coteau de Torfou voisin), la Laitue vivace, la Cardoncelle molle.

##### La basse vallée de la Grande Blourde
À 5 km à peine au sud de sa confluence avec la Vienne, la Grande Blourde s’écoule dans un vallon boisé encaissé dans les granites du Massif central. Dans ce défilé granitique, la rivière a un parcours en rapides sur plus d’un kilomètre. La basse vallée est restée très sauvage et évoque déjà les basses montagnes du Limousin proche.
Sur les pentes raides, le boisement dominant est une chênaie-charmaie qui est une formation typique de ces vallons au sol frais mais sain, profond et riche en nutriments. Dans le bas des vallons, parmi les blocs rocheux qui bordent la Blourde, l’aulnaie-frênaie forme une étroite galerie forestière.
La basse vallée de la Blourde présente un grand intérêt botanique, qui a justifié son classement, par la présence d’une flore à nettes affinités montagnardes, favorisée par le degré hygrométrique élevé, l’ambiance forestière et, la situation géographique du site aux confins des "terres froides" des basses montagnes limousines toutes proches. Les plantes suivantes y ont été recensées :
- l’ Aconit tue-loup : il s’agit d’une robuste Renonculacée dont la tige, haute jusqu’à un mètre, porte de grandes feuilles profondément divisées et produit à partir du mois de juin une grappe plus ou moins rameuse de fleurs jaune pâle en forme de casque allongé très caractéristiques. Elle est répandue dans les Pyrénées, les Alpes et le Massif central mais rarissime dans les plaines atlantiques. En Poitou-Charentes, l’aconit se trouve dans des sites très dispersés, presque tous situés dans la partie granitique du département de la Vienne (quelques très rares cas sont connus sur calcaire toutefois comme à Ligugé), toujours en situation fraîche, en général en fond de vallons ombragés ou en bordure de ruisseaux ou de petites rivières. C’est le cas ici, où l’espèce forme de beaux peuplements le long de la Blourde.
- la Balsamine des bois : elle est aussi appelée Impatiente en raison de ses fruits qui explosent au moindre contact lorsqu’ils sont mûrs. Elle est presque aussi rare que l’Aconit tue-loup. Elle possède aussi de fortes affinités montagnardes. Elle accompagne souvent l’Aconit tue-loup.
- l’Orme de montagne.
- l’Osmonde royale : c’est la plus grande des fougères de France. Elle peut dépasser les 2 m. Elle agrémente de ses énormes touffes la base des rochers immergée dans les eaux de la Blourde.
- la Petite Ciguë.
- la Primevère élevée, sans être aussi rare que l’Aconit tue-loup occupe des sites très disséminés dans la région dont les conditions climatiques ne lui convient pas.
- la Sérapias langue.
- la Véronique des montagnes, sans être aussi rare que l’Aconit tue-loup occupe des sites très disséminés dans la région dont les conditions climatiques ne lui convient pas.

##### Le Coteau de Torfou
Il se situe au nord de Persac. C’est un coteau exposé au sud dont les pentes dominent d’une quarantaine de mètres le cours de la Petite Blourde. Le sol y est superficiel et très sec, parsemé de blocs rocheux. De ce fait, seule, une pelouse maigre s’est implantée, autrefois pâturée par des moutons mais aujourd’hui à l’abandon et de plus en plus envahie par des arbustes.
Cette pelouse calcicole abrite une flore très diversifiée qui s’est adaptée pour résister à ces conditions de sol et d’économie en eau : végétation réduite des plantes annuelles, feuilles filiformes, floraison printanière avant le déficit pluviométrique estival et cycle raccourci pour de nombreuses annuelles qui passent la mauvaise saison - l’été - sous forme de graines enfouies dans le sol, association étroite de certaines Orchidées comme les ophrys avec des pollinisateurs spécifiques pour assurer la fécondation, etc.
Ces pelouses constituent, donc, des îlots-refuges pour toute une flore et une faune thermophiles incapables de survivre dans le climat régional atlantique trop tempéré du Poitou. Ceci a justifié le classement du coteau.
Le coteau de Torfou accueille des plantes rares telles que l'Orpin de Nice, l’ Echinaire à têtes (c’est une plante méditerranéenne qui ne se rencontre que dans deux endroits dans le département de la Vienne), le Micrope dressé, le Buplèvre aristé, l’Hélianthème à feuilles de saule.

##### L’étang de Beaufour
L’étang de Beaufour est un site classé zone nationale d’intérêt écologique, faunistique et floristique. L’étang est situé à proximité des premiers affleurements du socle granitique qui annonce le Limousin et le Massif central. Il occupe une légère dépression en lisière nord d’un important massif boisé, le Bois de l’Hospice.
L’étang de Beaufour a été créé par l’homme. Toutefois, son ancienneté a permis le développement de divers habitats aquatiques caractéristiques de ces étangs du sud-est de la Vienne qui se sont constitués sur des sols argilo-sableux tertiaires connus sous le nom de «terres de brandes». Les eaux y sont acides et peu riches en substances nutritives. Elles sont, par ailleurs, soumises à des fluctuations de niveau importants qui découvrent et recouvrent, selon les saisons, de larges plages du fond. De ce fait des herbiers aquatiques flottants et immergés ainsi qu’une végétation amphibie, adaptées aux modifications du niveau d’eau du lac se sont installées : roselière à Phragmite commun, cariçaie à grandes laîches et, en périphérie, saulaie à saules roux. Malgré des dégradations récentes (mise en place d’un enclos de daims, introduction de carpes, prolifération des ragondins) et la poursuite d’activités peu compatibles avec le maintien d’une biodiversité maximale, le site présente encore un intérêt biologique élevé, notamment en ce qui concerne l’avifaune et la flore. Il est ainsi, possible de trouver :
- Achillée sternutatoire.
- Cresson rude.
- Laîche filiforme : C’est l’élément botanique le plus remarquable du site C’est normalement une espèce du nord de l’Europe et des lacs de montagne qui a trouvé à l’étang de Beaufour, au sein de la roselière, une de ses deux seules localisations régionales.
- Oseille maritime.
- Potamot hétérophylle.
- Saule à oreillettes.
- Scirpe ovale.
- Utriculaire citrine : c’est plante carnivore qui possède au niveau de ses feuilles immergées de petits pièges - les utricules - capables de capturer par aspiration des micro-invertébrés aquatiques, qui constituent un appoint alimentaire non négligeable dans ces eaux déficientes en sels dissous.

Sur le plan ornithologique, la situation de l’étang à la croisée d’une importante zone composée de bois et de landes d’une part et, d’autre part d’une plaine agricole qui est utilisée pour l’élevage et les cultures, rend ce site très attractif pour de nombreux oiseaux d’eau. Ils y trouvent, en effet, des conditions alimentaires satisfaisantes lors de leurs migrations ou de leurs hivernages. En outre, la roselière riveraine sert, quant à elle, de site de nidification pour plusieurs espèces palustres peu communes, telles que le Busard des roseaux ou la Locustelle luscinioïde. Le petit bois de pins voisin de l’étang héberge une colonie de hérons cendrés.
Ainsi l’amateur ornithologue pourra y observer 13 espèces d’oiseaux protégées :
- Balbuzard pêcheur.
- Bruant des roseaux.
- Busard des roseaux.
- Butor étoilé.
- Grande Aigrette.
- Grèbe castagneux.
- Grèbe huppé.
- Grue cendrée.
- Héron pourpré.
- Locustelle luscinioide.
- Milan noir.
- Phragmite des joncs.
- Rousserole effarvatte.

Il pourra aussi observer des espèces plus communes telles que :
- Canard chipeau.
- Canard souchet.
- Courlis cendré.
- Fuligule milouin.
- Garrot à œil d'or.
- Pie-grièche grise.
- Râle d'eau.
- Sarcelle d'été.

##### Le Coteau de la Barlottière
Le coteau de la Barlottière borde la Grande Blourde dans une zone géographique située à cinq kilomètres à peine au sud de sa confluence avec la Vienne, sur le territoire des communes de Moussac, et de Persac. À cet endroit, la Grande Blourde s’écoule en rapides sur plus d’un kilomètre, dans un vallon boisé encaissé.
Sur ses pentes raides, le boisement dominant, bénéficiant d’un sol frais et sain, profond et riche en nutriments, est composé de chênes et de charmes. Au pied du coteau, parmi les blocs rocheux qui bordent la Grande Blourde, l’aulnaie-frênaie forme une étroite galerie ripicole.
Le bas du coteau de la Barlottière présente avant tout un intérêt botanique remarquable, qui a justifié son classement, par la présence d’une flore à nettes affinités montagnardes, favorisée par le degré hygrométrique élevé et l’ambiance forestière. Ainsi, sept plantes présentent un fort intérêt patrimonial :
- L’Aconit tue-loup dont les peuplements le long de la Grande Blourde y sont les plus importants de l’espèce,
- La Reine des prés,
- L’Angélique des bois,
- La Balsamine des bois,
- La Primevère élevée,
- La Véronique des montagnes,
- L’Osmonde royale.

### Personnalités liées à la commune
- Philippe Prevost, seigneur de Beaulieu-Persac, capitaine de vaisseau, qui, au tout début du XVIIe siècle, détruisit la flotte tunisienne à la Goulette puis participa en 1627 à la défaite des Anglais devant Saint-Martin-de-Ré.
- En 1603 naissait au château de la Brulonnière le futur amiral de Nucheze qui construisit le port de Rochefort avec Colbert.
- Antoinette de Mauvise de Villars, vicomtesse de la Besge qui écrivit en 1835 et en 1840, 2 volumes de poésie.
- Le Baron d'Huart, auteur d'une étude historique Persac et la chatellenie de Calais parue en 1887.
- Jean Baptiste Chauvin, curé de Persac et barde poitevin.
- Le Vicomte Emile de la Besge (1812-1905), grand chasseur de loups et fondateur de la race des chiens du Haut-Poitou, le Poitevin.
- Un écrivain, auteur de nombreux ouvrages sur les animaux, M. Robert Wolff (Pseudonyme : Roby).
- Alexandre de Mauvise de Villars. Baptisé à Orches le 4 septembre 1748, il était le fils de Louis Alexandre de Mauvise de Villars, sieur de Villars (Persac) de Chatillon (La bussière) et de la Journaudière, et de Marie Marguerite Orré. Lieutenant en second au régiment soissonnais engagé aux côtés des Américains lors de la guerre d'indépendance des États-Unis, il participe le 18 octobre 1781 à la bataille de Yorktown (États-Unis - État de Virginie) aux côtés de La Fayette, de Rochambeau et de l'amiral de Grasse. Il décèdera à Yorktown le 7 septembre 1782.